# Gurabo (Gurabo)
Gurabo es un pueblo ubicado en el Municipio de Gurabo del estado libre asociado de Puerto Rico. En el Censo de 2010 tenía una población de 1509 habitantes y una densidad poblacional de 5.394,71 personas por km².

## Geografía
Gurabo se encuentra en las coordenadas 18°15′20″N 65°58′22″O / 18.25556, -65.97278. Según la Oficina del Censo de los Estados Unidos, Gurabo tiene una superficie total de 0.28 km², de la cual 0.27 km² corresponden a tierra firme y (1.85%) 0.01 km² es agua.

## Demografía
Según el censo de 2010, había 1509 personas residiendo en Gurabo. La densidad de población era de 5.394,71 hab./km². De los 1509 habitantes, Gurabo estaba compuesto por el 60.7% blancos, el 24.06% eran afroamericanos, el 0.46% eran amerindios, el 4.77% eran de otras razas y el 10.01% pertenecían a dos o más razas. Del total de la población el 99.34% eran hispanos o latinos de cualquier raza.